# Битто Циганикова, Яна
Яна «Янка» Битто Циганикова (словац. Jana «Janka» Bittó Cigániková, род. 15 сентября 1983, Братислава) — словацкий политический деятель. Член республиканского совета партии Свобода и солидарность (SaS). Действующий депутат Национального совета Словакии с 2016 года.

## Биография
Родилась 15 сентября 1983 года в Братиславе.
В 1999—2004 изучала информационно-технические услуги в профессиональном училище деревообработки (ZSŠD), окончила его с отличием. 
В 2009—2014 годах училась на факультете государственного управления частной Высшей школы экономики и менеджмента общественного управления (VŠEMvs) в Братиславе, получила степень магистра (Mgr.). В 2016—2018 годах изучала менеджмент в здравоохранении в Центрально-европейском институте менеджмента (CEMI) в Праге, получила степень магистра делового администрирования (MBA).
После окончания училища уехала в Северную Ирландию, где в 2005—2006 годах работала официанткой в кафе Nobel Cafe в городе Баллимина. В 2006 году стала испытывать тоску по родине и вернулась в Словакию.
В 2007—2008 годах работала торговым представителем в некоммерческой организации Словацкая законодательная метрология (SLM), в 2008—2009 годах — финансовым консультантом в банке Tatra banka.
В 2010—2019 годах — владелец компании HAPPY centrum.
В 2012 году вступила в партию Свобода и солидарность (SaS). В 2013—2017 годах — член совета Братиславского автономного края.
По итогам парламентских выборов 2016 года избрана депутатом Национального совета Словакии. Глава парламентского комитета по здравоохранению.
Владеет словацким, чешским, английским и испанскими языками.

## Личная жизнь
Родила двух сыновей — Николая (2006) и Томаша (2008).